# Olivio Mendonça Moruk
Olivio Mendonça Moruk (* um 1954 in Portugiesisch-Timor; † 6. September 2000 in Atambua, Westtimor, Indonesien), auch bekannt als Olivio Mendoza Moruk, Alivio oder Alisio Mau, war der Führer der pro-indonesischen Miliz Laksaur (deutsch Adler) im Distrikt Cova Lima (Osttimor), mit 500 Mitgliedern und 200 Feuerwaffen.

## Werdegang
Die im Februar 1999 gegründete Laksaur hatte ihr Hauptquartier im Polizeigebäude von Salele. Berichten zufolge war Moruk ein Informant der indonesischen Spezialeinheit Kopassus und wurde von ihnen ausgebildet. Er war früher Chef des Sucos Foholulik, wurde aber wegen Korruption und sexuellem Missbrauch entlassen. Danach war Moruk Regierungsangestellter im Amt für Öffentliche Arbeiten. Sein Bruder Egidio Manek war stellvertretender Kommandant von Laksaur.
Seitdem Indonesiens Präsident Habibie am 29. Januar das Unabhängigkeitsreferendum in Osttimor 1999 angekündigt hatte, attackierten die Milizen Unabhängigkeitsbefürworter und bedrohten die Bevölkerung. Am 23. April 1999 töteten Moruk und/oder seine Männer, zusammen mit der Miliz Mahidi, in Foholulik mindestens sechs Menschen. 200 Dorfbewohner wurden auf Lastwagen abtransportiert. Andere Berichte sprechen von zwölf bis 30 Toten.
Am 4. September 1999 wurde um 10 Uhr morgens der Sieg der Unabhängigkeitsbefürworter verkündet. Vier Stunden später begannen Mitglieder der Miliz Laksaur, Polizisten (die Teil der Streitkräfte waren) und reguläre Soldaten Häuser in Debos niederzubrennen und wild herumzuschießen. Mehrere Täter wurden von Zeugen identifiziert, darunter Laksaur-Chef Olivio Mendonça Moruk. Der Leichnam eines erschossenen Teenagers wurde auf einem Polizeifahrzeug weggebracht. Am Morgen des 6. September 1999 versammelte sich die Miliz Laksaur an ihrem Hauptquartier in Salele. Nachdem ein Lastwagen mit indonesischen Soldaten eingetroffen war, erklärte Olivio Mendonça Moruk seinen Männern, man werde heute die Kirche von Suai angreifen, wo sich mehrere hundert Flüchtlinge aufhielten. Die Milizionäre fuhren dann zunächst zum Militärhauptquartier von Cova Lima (Kodim 1635 Covalima) in Suai, dann zum Haus des Distriktschefs (Bupati) Oberst Herman Sedyono Am Nachmittag verließen die Milizionäre das Haus. Milizen und Soldaten umzingelten die Kirche und griffen sie an. Beim Kirchenmassaker von Suai wurden bis zu 200 Menschen ermordet.
Nachdem Indonesien sich nach der Ankunft der Internationalen Streitkräfte Osttimor (INTERFET), die wieder für Ordnung sorgten, aus Osttimor zurückzog, flohen viele Milizionäre in das indonesische Westtimor, darunter auch Moruk. Die Milizenführer kündigten einen Guerillafeldzug zur Rückeroberung Osttimors an. „Die Tatsache, dass er weiterhin ungestraft als Schläger in West-Tirnor tätig war, zeigt, wie wenig bereit die indonesische Regierung war, einzugreifen“, sagte Joe Saunders, stellvertretender Asiendirektor von Human Rights Watch.
Am 6. September 2000 hielt der Führer aller osttimoresischen Milizen João Tavares in Atambua eine „Trauerzeremonie“ anlässlich des Jahrestages des Referendums ab. Nach der Zeremonie griffen Milizionäre Moruk an. Unter den Angreifern waren Egidio Manek und andere Familienmitglieder sowie Verwandte vom Milizionär Maternus Bere. Moruk kam ums Leben. Seine Anhänger stürmten daraufhin wutentbrannt das lokale Büro des UNHCR. Drei ausländische Mitarbeiter kamen dabei ums Leben. In Folge zog sich das UNHCR aus Westtimor zurück.. Moruks Beerdigung geriet zu einem militärischen Begräbnis und einem Zeichen der Stärke der Milizen, die eigentlich im Dezember 1999 offiziell aufgelöst wurden. Die Milizionäre, angeführt von Eurico Guterres, standen in Reih und Glied neben Militär- und Polizeieinheiten. Das Begräbnis wurde im Fernsehen übertragen.
Eine Woche vor seiner Ermordung war Moruk von der indonesischen Generalstaatsanwaltschaft wegen seiner Gewalttaten in Osttimor angeklagt worden. Er war bereits im Dezember 1999 von der indonesischen Untersuchungskommission für Menschenrechtsverletzungen in Osttimor (KPP-HAM) in Jakarta verhört worden und sollte im Verfahren gegen Leutnant Sugito und Oberst Sedyono aussagen, die das Kirchenmassaker in Suai angeordnet haben sollen. Dies hätte die institutionelle Schuld der indonesischen Streitkräfte bei der Gewalt in Osttimor 1999 offengelegt. Der indonesische Generalstaatsanwalt Marzuki Darusman vermutete daher einen politisch motivierten Mord. Unter den Milizionären ging nun die Angst um, dass sie ebenfalls von der indonesischen Regierung ermordet werden könnten.